# Маньхва
Маньхуа або ма́ньхва (кит. трад. 漫畫, спр. 漫画, піньїнь: Mànhuà) — китайські комікси. Під цим поняттям об'єднують всі комікси, випущені в Китаї (включаючи Тайвань і Гонконг), а також переклади японської манґи на китайську мову. Попри значне зростання виробництва маньхуа в материковому Китаї, більшість коміксів і раніше випускаються на Тайвані й у Гонконзі. Вважається, що першим автором маньхуа був Томасу Чу (Tomasu Chew).

## Назва
У західних мовах заведено розділяти манґу (японські комікси), манхва і маньхва. Однак у мовах самих цих країн всі ці слова записуються однаковими ієрогліфами та позначають комікси взагалі. Якщо, наприклад, китаєць хоче підкреслити, що він говорить саме про манґу, а не маньхву, то він скаже «комікси (маньхва) в японському стилі» (日式漫画). Слово вперше з'явилося в Японії на початку XIX століття і дослівно означає «гротески», «дивні (або веселі) картинки».

## Історія
У своїй книзі «Комікси Гонконгу: історія маньхви» (ISBN 1-56898-269-0) Веньді Сюи Вонг пише, що китайські комікси «охоплюють карикатури, комікси та ляньхуаньту (традиційна китайська ілюстрована книга оповідань з картинками) різних форм і стилів». Ляньхуаньту (连环图- дослівно «ланцюжок картинок», «пов'язані картинки») відрізняється від традиційних коміксів тим, що картинки в них займають всю сторінку і супроводжуються простими підписами без «хмарок».

Початок (заголовок і перші 6 кадрів) спеціального маньхуа-випуску газети «Синь Нундах», органу хунвейбінів Пекінського сільгоспуніверситету під заголовком «Геть Тань Чженьліня !». Випуск вийшов в травні 1967 і був частиною кампанії критики цього члена ЦК КПК; являє собою досить типовий приклад хунвейбінської маньхуа. На останньому, 33-му кадрі (не показаний на цьому фрагменті), тов. Тань Чженьліня забиває кийком Цар мавп Сунь Укун в кашкеті із зіркою

Малюнки, що нагадують сучасні комікси та карикатури, існували в Китаї з давніх часів і протягом усієї його історії. Найбільш древні зразки подібних зображень збереглися у вигляді кам'яних барельєфів і малюнків на гончарних виробах, а також у вигляді сатиричних малюнків епохи Мін (1368—1644 н. е.) І Цин (1643—1911 н. е.). Як часу зародження традиційних китайських маньхв зазвичай вважають розлогий період з 1867 по 1927 рр. Традиційні маньхва активно розвивалися аж до «культурної революції» (1966—1976 рр.), дана «революція» фактично перервала природній культурний розвиток Китаю на 10 років. Водночас активно почали розвиватися сучасні маньхуа в Гонконзі й на Тайвані — багато в чому під впливом японської манґи.
У 1980-і рр. мистецтво традиційних маньхв стало потроху відроджуватися, однак на початку 1990-х рр. в материковий Китай стали проникати сучасні маньхви з Гонконгу і Тайваню, а разом із ними японська манґа. Вони стрімко завоювали ринок КНР, практично не залишивши шансів традиційним китайським маньхвам. Зараз багато в Китаї, особливо, молодь, асоціюють слово «маньхва» тільки з сучасними коміксами. У 90-х рр. в КНР було вкрай нерозвинене законодавство щодо прав на інтелектуальну власність, що призвело до розквіту піратських маньхв. Китайський уряд відреагував великою кампанією щодо впорядкування ринку маньхви, в запалі боротьби з піратством, закривши перший в КНР присвячений манзі та маньхві журнал «Король коміксів» («画书大王»). У той же час для захисту ринку уряд КНР запустило «Проєкт розвитку дитячої маньхви в Китаї» (скорочено «Проєкт 5155»), завдяки якому в Китаї з'явилося безліч журналів коміксів і художників маньхви. При цьому в більшості своїй китайська маньхва досі поступається у якості та кількості маньхви Гонконгу і Тайваню, які наряду з перекладної японської мангою користуються найбільшою популярністю у КНР.

## Класифікація
Класифікація маньхви досить розпливчаста і багато в чому перетинається з класифікацією японської манґи. У китайській Вікіпедії маньхва ділиться на наступні категорії:
- За читацькою аудиторією:
  - Маньхва для дітей. В дитячій маньхві можуть також з'являтися теми, характерні для дорослих маньхуа (за винятком сексу).
  - Маньхва для хлопчиків (шьонен) — відрізняється військовою, пригодницькою або науково-фантастичною тематикою. Також можуть порушуватися теми шкільних відносин і любові з позиції хлопчика. Основною аудиторією є хлопчики і юнаки до 18 років, проте серед читачів є чимало дівчат і дорослих людей.
  - Маньхва для дівчаток (шьоджьо) — відрізняється тонкою і чіткою відмальовкою і тематикою шкільних або любовних стосунків. При цьому в маньхва для дівчаток також можуть бути війни, фантастика та пригоди. Основною аудиторією є дівчатка і дівчата до 18 років, проте серед читачів є чимало хлопців і дорослих людей.
  - Молодіжна маньхва — орієнтована на молодих людей від 18 до 25 років. У ній відображені питання дорослішання і любовних (в тому числі сексуальних) стосунків.
  - Жіночі маньхви (джьосеї) — орієнтовані на домогосподарок або підприємиць. У змісті відображені проблеми більш дорослого життя, головними героями, як правило, є дорослі чоловіки та жінки.
  - Маньхва для дорослих — орієнтована на людей від 18 років. У змісті зачіпаються різні питання, такі як політика, економіка, історія, культура та ін. Вони також можуть містити зображення сексу і насильства.
    - Еротичні маньхуа
      - Лолікун (лолікон)
      - Чжентайкун (сьотакон)
      - Порно-маньхуа (хентай).

- За кількістю зображень:
  - Поодинокі маньхви — складаються з одного малюнка, як правило, кольорові із зображенням людини або пейзажу, дуже рідко містять сюжет.
  - Короткі маньхви (Ван-шот) — як правило, складаються всього з кількох сторінок, в журналах зазвичай цілком публікуються в одному номері.
  - Довгі маньхви — довжина практично необмежена, в журналах можуть публікуватися частинами протягом кількох років або навіть кількох десятиліть.
- За темою:
  - Науково-фантастична маньхва.
  - Шкільна маньхва — маньхуа про відносини у школі чи вищому навчальному закладі.
  - Фентезі-маньхва — дії відбуваються в абсолютно відмінному від нашого світі.
  - Даньмей-маньхва (яой) — основною цільовою аудиторією є дівчата і жінки, а також частина чоловіків. Основна тематика — гомосексуальні стосунки чоловіків, якими вони можуть постати в уяві жінки. Спочатку з'явилися в Японії, поширилися на китайськомовні регіони (включаючи Тайвань і КНР), де зараз активно розвивається рух доджінші (див. доджінші).
- За місцем виробництва:
  - Тайванська маньхва — відмінною рисою є додавання елементів традиційної китайської графіки гунбіхуа, а також чорно-білим виконанням. Основні представники: Цай Чжичжун і Чжен Вень.
  - Гонконзька маньхва — тематика гонконзької маньхви — це, як правило, війни, бійки, мафія — тобто все те, що в кінематографі об'єднується під поняттям бойовик. У Гонконзі також проводиться чимало комічних маньхв. Основні представники: Ван Цзе, Чень Моу, Хуан Юйлан і ін.

Материкові маньхуа поки ще не сформували власного стилю, в КНР найбільшою популярністю користується маньхва з Гонконгу і Тайваню, а також перекладена японська манґа.
- За рейтингом вікових обмежень:
  - Маньхва з рейтингом 1 — підходить для будь-якого віку, вкрай обмежений вміст насильства і сексу. На їх видання, імпорт і експорт не накладаються обмеження (за винятком маньхв, заборонених для дітей до 18 років; для подібної продукції необхідно складати особливу декларацію, а також взяти зобов'язання не продавати її дітям молодше 18 років).
  - Маньхва з рейтингом 2 — не підходить для людей до 21 року. Містить певний контент сексу і насильства, проте не перевищує межі, встановлені міжнародними правилами.
  - Маньхва з рейтингом 3 — зміст сексу і насильства перевищує рамки міжнародних правил, вважається невідповідними для читачів будь-якого віку. У багатьох країнах заборонено видання і поширення подібної продукції.

Відповідно до класифікації Веньді Сюї Вонг гонконзька маньхва ділиться на:
- Сатиричну та політичну маньхву
- Комічну маньхву
- Маньхву-бойовик
- Дитячу маньхву (маньхва за мотивами стародавніх китайських легенд)

## Відомі автори
- Ніккі Лі
- Хуан Юйлан
- Мосян Тунсю
- Old Xian
- Сяо Дзі Дінґ
- D.Jun

## Відомі видання
- Прованс (Provence)
- КЕТ (CAT — Confidential Assassination Troop)
- Гроші на бочку! (Show Me the Money)
- Любов онлайн (Net Love)
- Перший номер (The One)
- Священна мелодія (Divine Melody)
- Аватар короля (The King's Avatar)

### Видане в Україні
- Берегиня (2021),
- Путівка в Потойбіччя (2022),
- Траурний концерт (2024).